# Інеримбал
Інеримба́л (рос. Инерымбал, марій. Эҥерӱмбал) — присілок у складі Волзького району Марій Ел, Росія. Входить до складу Пет'яльського сільського поселення.

## Населення
Населення — 275 осіб (2010; 283 у 2002).
Національний склад (станом на 2002 рік):
- марі — 99 %